# Latere drie koninkrijken van Korea
De Latere drie koninkrijken van Korea was een overgangsperiode in de geschiedenis van Korea tussen de val van het koninkrijk Silla en de opkomst van het koninkrijk Goryeo.

## Achtergrond
Voor de periode van het Verenigd Silla (668-892) waren er drie koninkrijken, Silla, Baekje en Goguryeo.
Tegen het einde van de negende eeuw was de schatkist van Silla zo goed als leeg. Koningin Jinseong van Silla (887-897) begon de bevolking steeds zwaarder te belasten, met een boerenopstand in 892 tot gevolg. Gyeon Hwon stichtte Hubaekje of Latere Baekje (892-936) en Gung Ye stichtte Taebong (901-918), dat later Goryeo werd.
Silla was zwak en Hubaekje ging ten onder aan intern conflict. Wang Geon of koning Taejo (918-943) slaagde er in om Korea in 936 te herenigen.